# Gurzil
 (février 2025).
Gurzil, Gourzil ou Agurzil (en libyque : ⴳⵔ—ǁ), est le dieu du tonnerre et de guerredans la mythologie berbère,, représenté par une tête de taureau. 

## Mythologie
Il est né de l’accouplement du dieu Ammon et d’une génisse,. On dit que le dieu était vénéré sous la forme d’une idole en pierre (similaire à celle trouvée à Tiddis, Algérie) sur une colline nommée « Gurza » (Ghirza) à Tripoli, Libye, où 51 taureaux y étaient sacrifiés accompagnés de prières pour guérir les maladies et attirer la richesse,.
Gurzil était souvent assimilé au dieu grec Apollon. Ierna, un chef berbère des Laguatans, a été un grand prêtre connu de Gurzil.

## Historique
Le dieu Gurzil est connu par deux sources : le poème latin Iohannis du poète chrétien romain du VIe siècle Corippus et une inscription néopunique retrouvée à Leptis Magna,,. Le dieu est utilisé par la tribu berbère laguatan lors de ses batailles contre les Byzantins au vie siècle. Au moment d’engager le combat, les Laguatans lâchent sur leur adversaire un taureau représentant le dieu Gurzil. Au vie siècle, le poète byzantin Corippe mentionne que Ierna — le chef de la tribu des Laguatans — utilise Gurzil lors de ses batailles contre les Byzantins. Ierna est aussi grand prêtre de « Gurzil, fils d'Ammon »,,,. Des idoles laguatanes en bois et en métal seraient celles de Gurzil. Corippe avance que lors d'un affrontement entre les Romano-Byzantins et les Maures, Ierna, grand prêtre des Maures et roi des Ilaguas/Lévathes, lança un taureau sacré contre les lignes romaines. Les deux armées essayèrent de s'impressionner par des cris et des invocations, les Maures d'Antalas évoquèrent le dieu Gurzil tandis que du côté romain une prière fut criée : « Que le Christ, au grand courage, combatte pour tes armes, Justinien, avec sa puissance. Père très bon, protège le pouvoir de notre empereur. », à la suite de quoi, javelots et flèches furent lancées et les deux camps reçurent presque autant de blessures.
Après sa défaite finale en 547, Ierna s'enfuit avec « l'image sacrée » de Gurzil, mais est capturé et tué par les forces byzantines, et « l'image » détruite. Après la conquête byzantine des Laguatans, Sergius, un dux byzantin, leur avait juré une protection sous les Saintes Écritures. Cependant, un massacre de masse de 79 sous-chefs s'ensuivit, déclenchant une rébellion laguatan qui dura quatre ans. La révolte fut finalement écrasée et le temple de Gurzil à Ghirza fut détruit vers l'an 544 apr. J.-C. en représailles byzantines. Une statue de l'idole Gurzil aurait probablement utilisé plus tard par la reine berbère Kahina, lors de ses batailles contre l'invasion arabe et musulmane.
Chez les Austuriens, le chef a aussi la fonction de grand prêtre de Gurzil, qui est leur dieu principal. Un temple, parmi les ruines de Ghirza, en Libye, est peut-être dédié à Gurzil, et le nom de la ville elle-même, pourrait être lié à son nom. Le dieu gurzil a notamment été surnommé « Jupiter des Maures ». Une inscription néo-punique découverte en 1846 à Lepcis Magna comporte le nom de Gurzil. Ce dernier précède le nom de Saturne, ce qui révèle l'importance du dieu Gurzil. Corippe attribuait aux Maures la vénération commune de Sinefere, Gurzil et Jupiter Amon.

## Temples et topographie

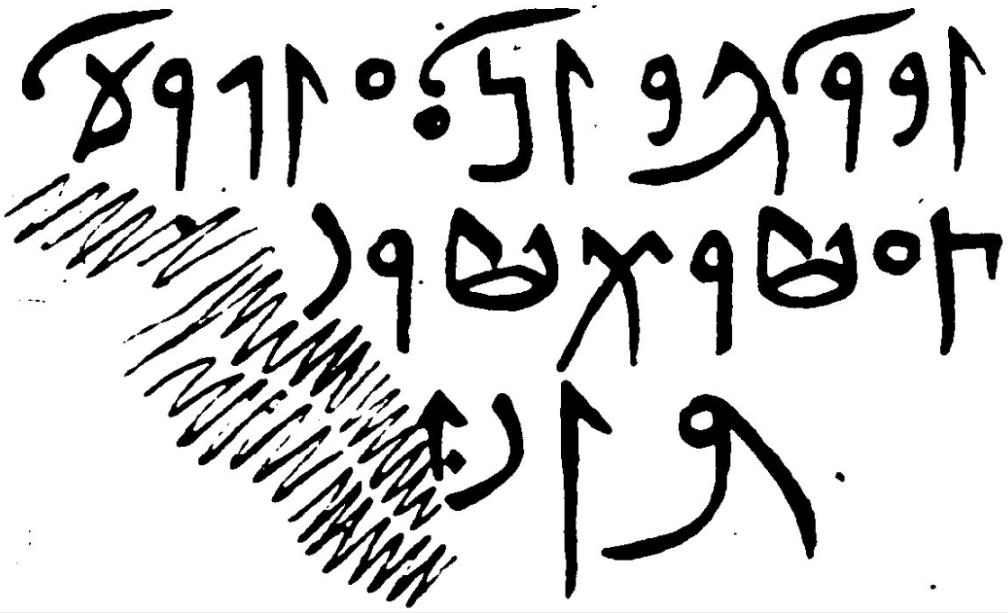
Inscription néo-punique nommant Gurzil.

Une inscription néo-punique découverte en 1846 à Leptis Magna mentionne le nom de Gurzil. Ce nom précède celui de Saturne (Ammon), ce qui témoigne de l’importance du dieu Gurzil.
L'inscription néo-punique est partiellement endommagée et résiste à l'interprétation. Les quatre dernières lettres de la première ligne forment le nom de Gurzil, tandis que les quatre premières de la seconde ligne forment Satur. Si ce dernier correspond au dieu romain Saturne, cela suggère qu'il était assimilé à Gurzil selon une interpretatio Romana. Il s'agirait du seul exemple connu d'une telle assimilation parmi les Berbères. L'inscription pourrait être lue comme suit : « [untel] a financé les dépenses pour Gurzil–Saturne ».
Le nom de Gurzil pourrait être détecté ailleurs dans la toponymie de la Tripolitaine. Un temple parmi les ruines de Ghirza en Libye aurait été dédié à Gurzil, d'autres temples à Iol et Tiddis, et même le nom de cette dernière ville pourraient être liés à son nom.
Selon l'écrivain musulman du IXe siècle Al-Bakri, il existait un lieu appelé Ghirza avec un sanctuaire situé au sommet d'une colline, contenant une idole en pierre que les tribus berbères de la région environnante continuaient à vénérer.
Le relief sculpté d'un dieu cornu à Volubilis a été provisoirement identifié comme une représentation de Gurzil, mais cette identification reste hautement spéculative.